# جائزة جنوب إفريقيا الكبرى 1980
جائزة جنوب أفريقيا الكبرى 1980 هو سباق فورمولا 1 أقيم بتاريخ 1 مارس 1980 في خاوتينغ، جنوب أفريقيا. كان الثالث من أصل 14 في بطولة العالم لسباقات الفورمولا واحد موسم 1980. حلّ الفرنسي رينيه أرنو أولا بينما جاء الفرنسي جاك لافيت في المركز الثاني وحصل على المركز الثالث الفرنسي ديدييه بيروني.

## الترتيب النهائي
| الترتيب | السائق           | النقاط |
| ------- | ---------------- | ------ |
| 1       | رينيه أرنو       | 18     |
| 2       | آلان جونز        | 13     |
| 3       | نيلسون بيكيه     | 9      |
| 4       | ديدييه بيروني    | 7      |
| 5       | إيليو دي انجيليس | 6      |
| المصدر: |                  |        |